# Hollin Island
Hollin Island ist eine rund 1,5 km lange Insel im Archipel der Windmill-Inseln vor der Budd-Küste des ostantarktischen Wilkeslands. Sie liegt nördlich von Midgley Island.
Die Insel wurde anhand von Luftaufnahmen der US-amerikanischen Operation Highjump (1946–1947) erstmals kartiert. Das Advisory Committee on Antarctic Names benannte sie 1963 nach dem US-amerikanischen Glaziologen John Trevor Hollin, der 1958 auf der Wilkes-Station tätig war.